# Chiesa di Santa Maria Maggiore a Vicofaro
Santa Maria Maggiore a Vicofaro è una chiesa di Pistoia.  Inaugurata nel 1973, ingloba la precedente chiesa ed eredita il nome da una ancora più antica.

## Storia
Il toponimo Vicofaro deriverebbe secondo alcuni da una lanterna che avrebbe orientato i viandanti della via Lucense, secondo altri dalle coltivazioni di farro del territorio circostante. In località Vicofaro esisteva già in tempi antichi una chiesa parrocchiale dedicata a Santa Maria, come attestato nei documenti del sinodo pistoiese del 1313.
Nel 1589 ebbe inizio la costruzione del convento dei Cappuccini e dell'annessa chiesa dedicata a Santa Maria degli Angeli, che utilizzò solo la campana dell'antica costruzione, ridotta a abitazione privata.
Nel 1607, al momento della consacrazione solenne, il vescovo Alessandro del Caccia la intitolò a Santa Maria Assunta in cielo, giustificando il cambiamento col fatto che il titolo precedente non faceva riferimento a nessuna festa liturgica e che la Santissima Vergine fu traslata in cielo dagli angeli. Successivamente il cardinale Giulio Rospigliosi fece da mediatore per l'acquisto della pala della Madonna Assunta dipinta da Ludovico Gemignani e poco prima di divenire papa Clemente IX donò alla chiesa le reliquie di santa Irene prelevate dalle catacombe di Priscilla e attualmente collocate sotto l'altare della chiesa moderna.
Il 3 gennaio 1783 il vescovo giansenista Scipione de' Ricci soppresse il convento dei Cappuccini dell'Assunta e trasformò la chiesa in chiesa parrocchiale di Santa Maria Maggiore a Vicofaro.
Nel territorio della parrocchia, lungo la via Lucense, si trovavano tre edifici di culto. Il più vicino alla città, in località Fabbrica, era l'ospizio che aveva avuto un ruolo di rilievo nella peste del 1630-32, tanto che fino a qualche decennio fa era possibile sentir usare "Spedalino" come sinonimo di Vicofaro. Il secondo, in località Santa Tèrnita, era l'oratorio della Santissima Trinità in cui sostava il nuovo vescovo prima della cerimonia di insediamento che veniva celebrata con il "matrimonio mistico" in cui la badessa del monastero di San Pier Maggiore simboleggiava la Chiesa pistoiese, come attestato dalla Cronica del 1561. Il terzo, in località Sala, era un monastero femminile benedettino, attestato dal 1140 e trasferito per motivi di sicurezza entro la cerchia urbana nel 1322. L'antico edificio, utilizzato da allora come casa colonica, è stato demolito nel 1937.In tempi recenti la gestione della parrocchia ha suscitato critiche dalla cittadinanza.

## Descrizione

### Campane
Il campanile della chiesa è dotato di due campane fuse a Pistoia nel 1858 dai fonditori Terzo Rafanelli e Figli, apprezzati anche all'estero, che seppero dotarle di timbro armonioso e diffusività di voce.

### Organo
L'organo fu costruito a Pistoia nel 1895 dalla Casa Organara Agati-Tronci e collocato su una tribuna pensile sopra la porta di ingresso. Trasferito nel coro 45 anni dopo, è stato recentemente collocato nella chiesa moderna dopo un accurato restauro.

## La chiesa moderna

### Storia
L'architetto Giovanni Battista Bassi nel 1966 viene incaricato di progettare, in collaborazione con il fratello Giampiero, la nuova parrocchiale per la zona di Vicofaro. La nuova chiesa deve confrontarsi con la preesistente piccola chiesa, ritenuta dalla Soprintendenza ai beni Artistici e storici testimonianza modesta ma significativa di architettura ecclesiastica popolare, quindi da non demolire.
Il lotto inizialmente individuato, per il quale viene elaborato un primo progetto, si trova a sinistra del fronte della vecchia chiesa, perpendicolare ad essa.
In seguito, viene assegnato alla edificazione della chiesa un lotto stretto e lungo compreso tra la chiesa esistente e la strada: una situazione difficile e, nello stesso tempo stimolante per il progettista.
La rielaborazione del primo progetto avviene tra il 1970 e il 1971. In questa fase esiste un confronto continuo tra il progettista e la comunità dei fedeli: per soddisfare l'esigenza espressa da questi ultimi di avere un più ampio spazio assembleare, Bassi rinuncia all'idea di introdurre nella chiesa due elementi simbolici della religione cristiana, l'acqua e i pesci che nel progetto erano previsti nella forma di vasche comunicanti, contenenti appunto acqua corrente e pesci.
I lavori, eseguiti dalla ditta C.e.t.a.c. di Prato, sono conclusi nel 1973.
Collaborano alla realizzazione, oltre ai progettisti, l'ing. Carmelo Pucci, per il calcolo delle complesse strutture in cemento armato, ditte artigiane della zona per le parti lignee (ditta E.Petrini di Pistoia) e per le opere in ferro (ditta Broccardi e Venturi di Pistoia), mentre gli arredi in marmo bianco sono eseguiti, su disegno dello stesso Giovanni Battista Bassi, dalla ditta Lari di Pietrasanta.

### Architettura
La chiesa ha uno sviluppo accentuatamente longitudinale, determinato dalla conformazione del lotto. Il progettista, partendo dal condizionamento costituito dalla preesistente chiesa, utilizza parte della navata di questa per il presbiterio della nuova chiesa, ottenendo un fulcro-cerniera intorno al quale si dispone lo spazio assembleare, «...un invaso che abbia il polo di riferimento baricentrico nell'altare», e altri spazi liturgici, con voluta asimmetria.
Alla chiesa si può accedere sia dalla piazza, con un ingresso visibilmente connotato da una copertura a calotta, sia dal lato opposto, ovvero dalla strada: «Lo scorrimento direzionale dei due ingressi, nord e sud, suggerisce l'idea della strada interna».
A destra dell'ingresso dalla strada si trova l'ambiente del battistero, illuminato da una lama di luce proveniente da una stretta vetrata e arredato con un fonte battesimale in marmo bianco su disegno del progettista. Dal lato opposto, in prossimità dell'ingresso principale dalla piazza, parte una scala curvilinea che conduce alla galleria. Sospesa, grazie a virtuosismi strutturali, a tiranti d'acciaio ancorati alle travi di copertura, questa sovrasta la zona di percorrenza interna della chiesa e «...si prolunga sui due estremi verso l'altare con due bracci con l'evidente indicazione del sempre ricercato abbraccio comunitario della funzione assembleare».
Il solaio in cemento armato della galleria presenta, sul lato inferiore, un elaborato disegno a lacunari ottenuto al momento stesso del getto mediante l'uso di casseforme sagomate.
Il muro esterno della chiesa, in calcestruzzo armato, è intervallato da pilastri sui quali poggia una lunga trave parete che determina la chiusura in verticale e si raccorda, con sezione in più punti curva, con la copertura piana. Una finestratura, chiusa da vetri policromi con scene della via crucis, di recente realizzazione, corre, con andamento orizzontale e a livello discontinuo, lungo tutto il fronte sulla via, innalzandosi a formare un arco a più ghiere nel punto corrispondente all'asse dell'altare.

### Fortuna critica
La chiesa è tra le opere illustrate nella mostra, tenuta al Castello Malaspina di Massa nel 1972, sull'attività di Bassi e di Marco Dezzi Bardeschi. L'autore, nel relativo catalogo, sottolinea la vocazione assembleare dell'edificio "espressione unitaria e corale di una comunità".
L'attenzione sulla chiesa di Vicofaro viene richiamata in seguito da Carlo Cresti, nel quale evidenzia la capacità del progettista di riscattarsi dal conformismo religioso e di proporre «...un'architettura ricca di temi spaziali, povera per i bassi costi di realizzazione», e che nel disegno dei particolari richiama alla mente la produzione di Carlo Scarpa. L'opera viene recensita anche sulla rivista Chiesa oggi, architettura e comunicazione da Nicola Risaliti, secondo il quale l'arditezza strutturale desta stupore come le grandi cattedrali gotiche.